# Club Deportivo O'Higgins
Club Deportivo O'Higgins é um clube de futebol chileno, com sede na cidade de Rancagua, capital da Região de O'Higgins. Foi fundado em 7 de abril de 1955, a partir da fusão dos clubes América de Rancagua e Club O'Higgins Braden (fruto da fusão entre Instituto O'Higgins e Braden).
Joga a primeira divisão chilena, mas já participou quatro vezes da Copa Libertadores da América, em (1979, 1980, 1984 e 2014), chegando uma vez as semifinais do torneio. Além disso, ele conseguiu se classificar para a Copa Conmebol de 1992. Em 2016 na ultima rodada do apertura 2016 estava goleando o Santiago Wanderers por 4 a 0 e assim, conseguindo ir ao duelo de vice campeões na qual o vice-campeão do Apertura enfrenta o vice-campeão do Clausura, para assim o vencedor classificar para libertadores. Mas nos últimos minutos do jogo entre Audax Italiano e Club Deportes Iquique o Deportes Iquique fez o segundo gol assim desempatando o jogo e tirando a vaga do O'Higgins.
Em 2005, é criada a empresa de capital aberto com o nome atual, sepultando o antigo O'Higgins Fútbol Club.

## Rivalidades
Seus grandes rivais são os times do Rangers, com quem disputa o Clásico Huaso, o Cobreloa, com quem disputa o Clásico del Cobre de Codelco e o Club Deportivo y Social Enfoque, com quem disputa o Clásico Rancaguino.

## Títulos
| NACIONAIS | NACIONAIS                       | NACIONAIS | NACIONAIS  |
|           | Competição                      | Títulos   | Temporadas |
| --------- | ------------------------------- | --------- | ---------- |
|           | Campeonato Chileno              | 1         | 2013-A     |
|           | Supercopa do Chile              | 1         | 2014       |
|           | Campeonato Chileno - 2ª divisão | 1         | 1964       |
|           | Torneio Apertura da 2ª divisão  | 1         | 1986       |

Legenda:
A (Apertura)
C (Clausura)

## Campanhas de destaque

### Nacionais
- Campeonato Chileno: 1 vez (2013,
- Copa Chile: 2º lugar - 1983; 2º lugar - 1994
- Segunda División de Chile/Primera B de Chile: 2º lugar - 1976; 2º lugar - 1986; 2º lugar - 1998

## Sedes e estádios

### El Teniente
O Estádio El Teniente é o local onde o O'Higgins manda suas partidas de futebol. Foi inaugurado em 1945, tem capacidade para 14.000 torcedores, localizado em Rancagua.